# 高島温厚
高島 温厚（こうしま よしあつ、1924年12月25日 - 2009年6月12日）は、日本の政治家。網走管内留辺蘂町（現北見市）出身。北海道第二師範学校（現北海道教育大学函館校）卒。北海道小清水町長（1985年-1993年）。

## 経歴
小清水町立小学校教頭、北見市立富里小中学校校長、白滝村立白滝中学校校長などを経て、1971年小清水町教育長。同教育長を定年退職後、1985年小清水町長に初当選。以後連続2期務める。
2009年6月12日、急性循環不全のため死去、84歳。死没日をもって旭日双光章追贈、従五位に叙される。

## エピソード
給食時の食事マナーや仲間意識を育てるため、北海道内でいち早く全校食堂方式を採用した。